# Pouzolzia obliqua
Pouzolzia obliqua är en nässelväxtart som först beskrevs av Hugh Algernon Weddell, och fick sitt nu gällande namn av Hugh Algernon Weddell. Pouzolzia obliqua ingår i släktet Pouzolzia och familjen nässelväxter. Inga underarter finns listade i Catalogue of Life.